# Кебшицтал
Кебшицтал (њем. Käbschütztal) општина је у њемачкој савезној држави Саксонија. Једно је од 34 општинска средишта округа Мајсен. Према процјени из 2010. у општини је живјело 2.900 становника. Посједује регионалну шифру (AGS) 14627080.

## Географски и демографски подаци
Кебшицтал се налази у савезној држави Саксонија у округу Мајсен. Општина се налази на надморској висини од 209 метара. Површина општине износи 50,4 km². У самом мјесту је, према процјени из 2010. године, живјело 2.900 становника. Просјечна густина становништва износи 57 становника/km².